# Frederick Woodman Root
Frederick Woodman Root, né le 13 juin 1846 à Boston et mort le 8 novembre 1916 à Chicago, est un organiste, professeur de chant, musicographe et compositeur américain.

## Biographie
Frederick Woodman Root est le fils de George Frederick Root. Il est d'abord l'élève de son père, puis du docteur B. C. Blodgett ainsi que de William Mason à New York. Il devient organisdte de la Third Presbyterian Church de Chicago en 1863. En 1865, il devient organiste de la Swedenborgian Church de Chicago.De 1869 à 1870, il voyage en Europe, et lors de son séjour en Italie, il étudie le chant avec Luigi Vannuccini à Florence. Il publie plusieurs méthodes musicales. En tant que compositeur, il écrit des anthems, des cantates et des mélodies.

## Œuvres

### Œuvres littéraires
- (en) The Technic and Art of Singing
- (en) Methodical Sight-Singing
- (en) Introductory Lessons in Voice Culture
- (en) The Polychrome Lessons in Voice Culture
- (en) Ressources of Musical Expression
- (en) A Study of Musical Taste
- (en) The Real Amrican Music